# Пене
Пе́не (нем. Peene) — река в Германии, в земле Мекленбург-Передняя Померания. Вместе с реками Вестпене и Остпене впадает в озеро Куммеровер-Зе, а оттуда в качестве Пены вытекает и несёт воды в направлении города Анклама и к Щецинскому заливу.
Также Пеной часто называют западный рукав реки Одер, который отделяет остров Узедом от материковой Германии, но на самом деле он является частью Балтийского моря и зовётся проливом Пенештром. Это один из трёх каналов, соединяющих Щецинский залив с Поморской бухтой Балтийского моря (другими каналами являются Свина и Дзивна).
Долина реки Пене является крупнейшей заболоченной местностью в Центральной Европе.
Основные города, стоящие на Пене, — это Деммин и Анклам.

## Галерея

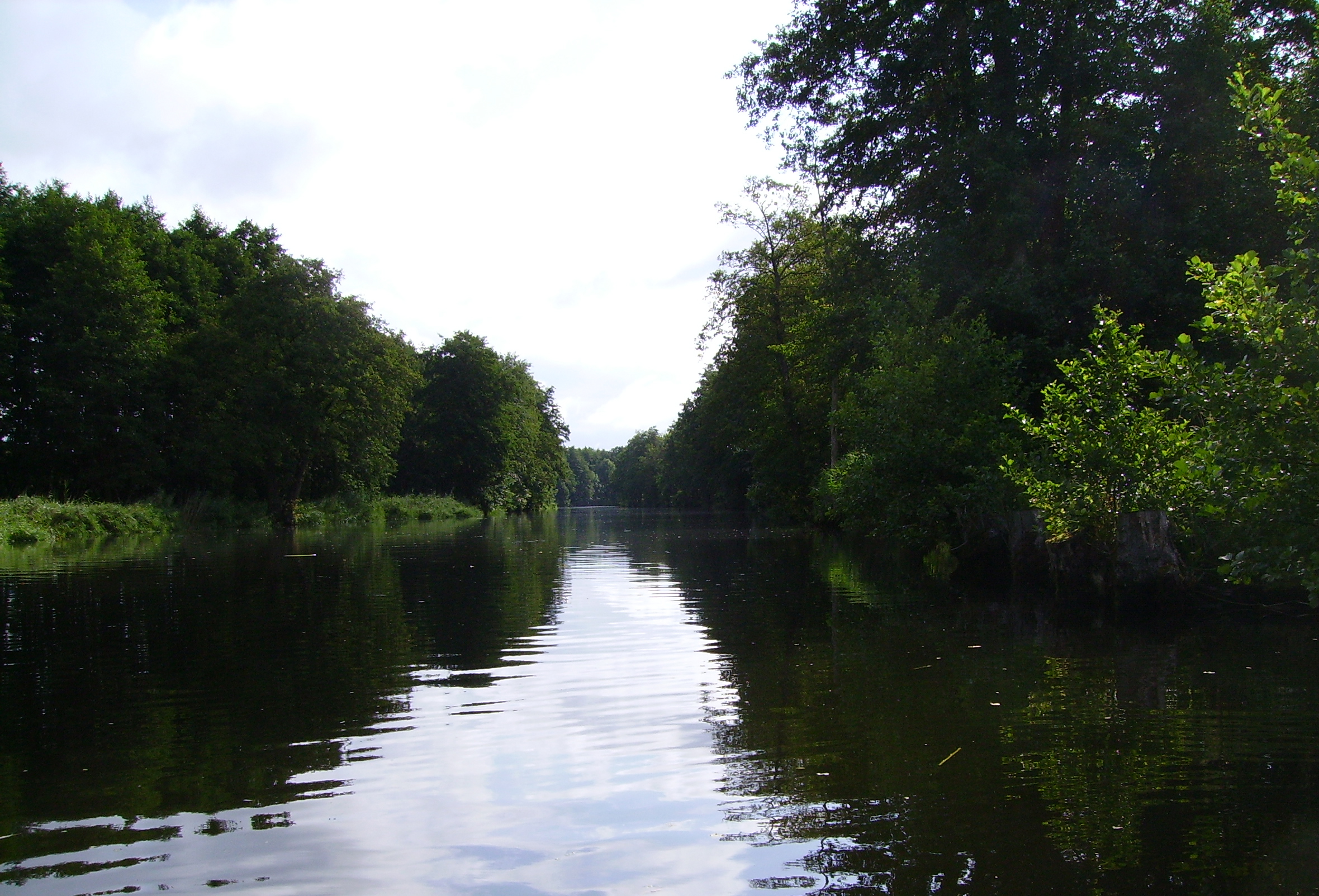
Пене близ Ярмена
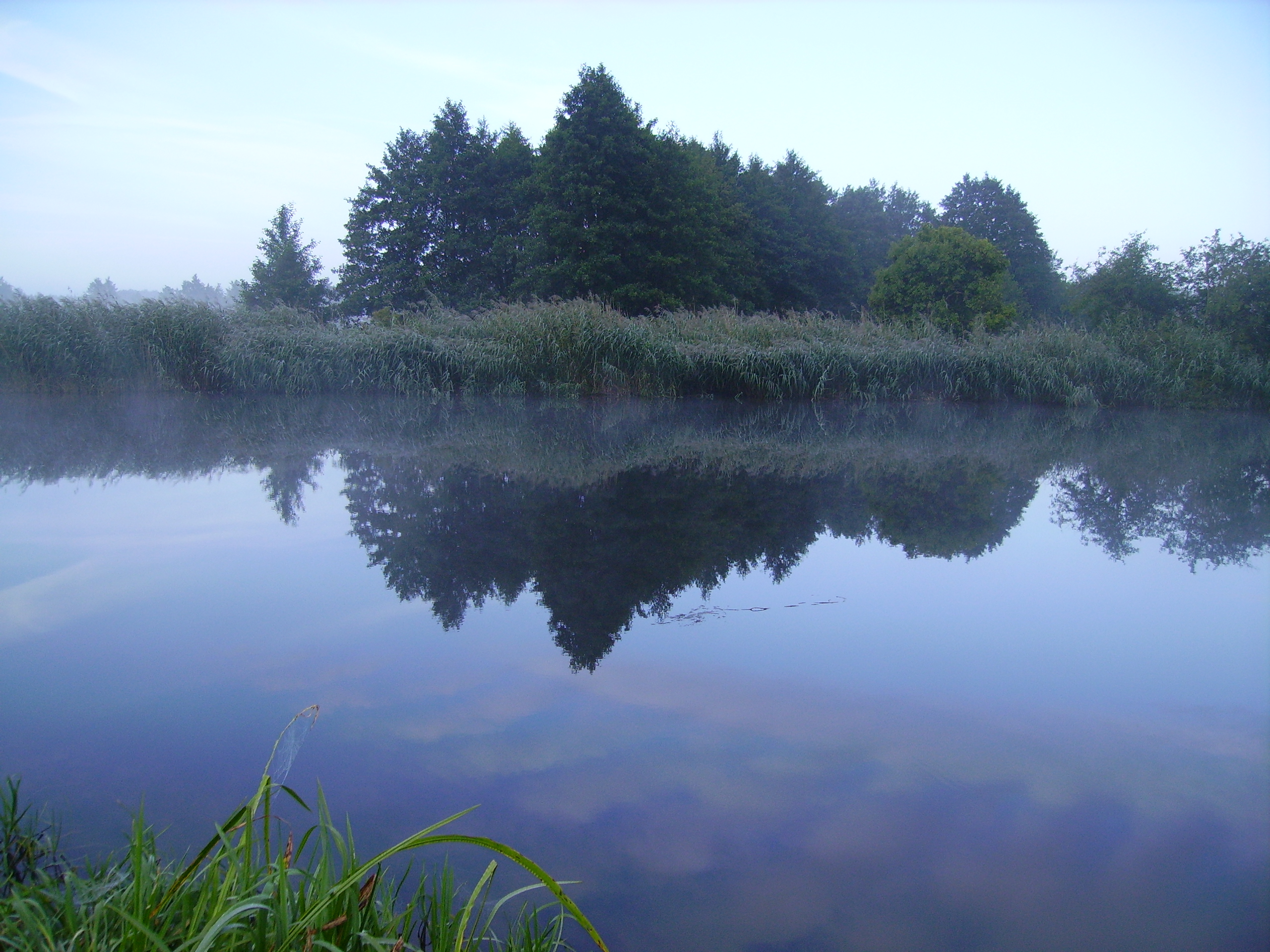
Пене близ Лёца
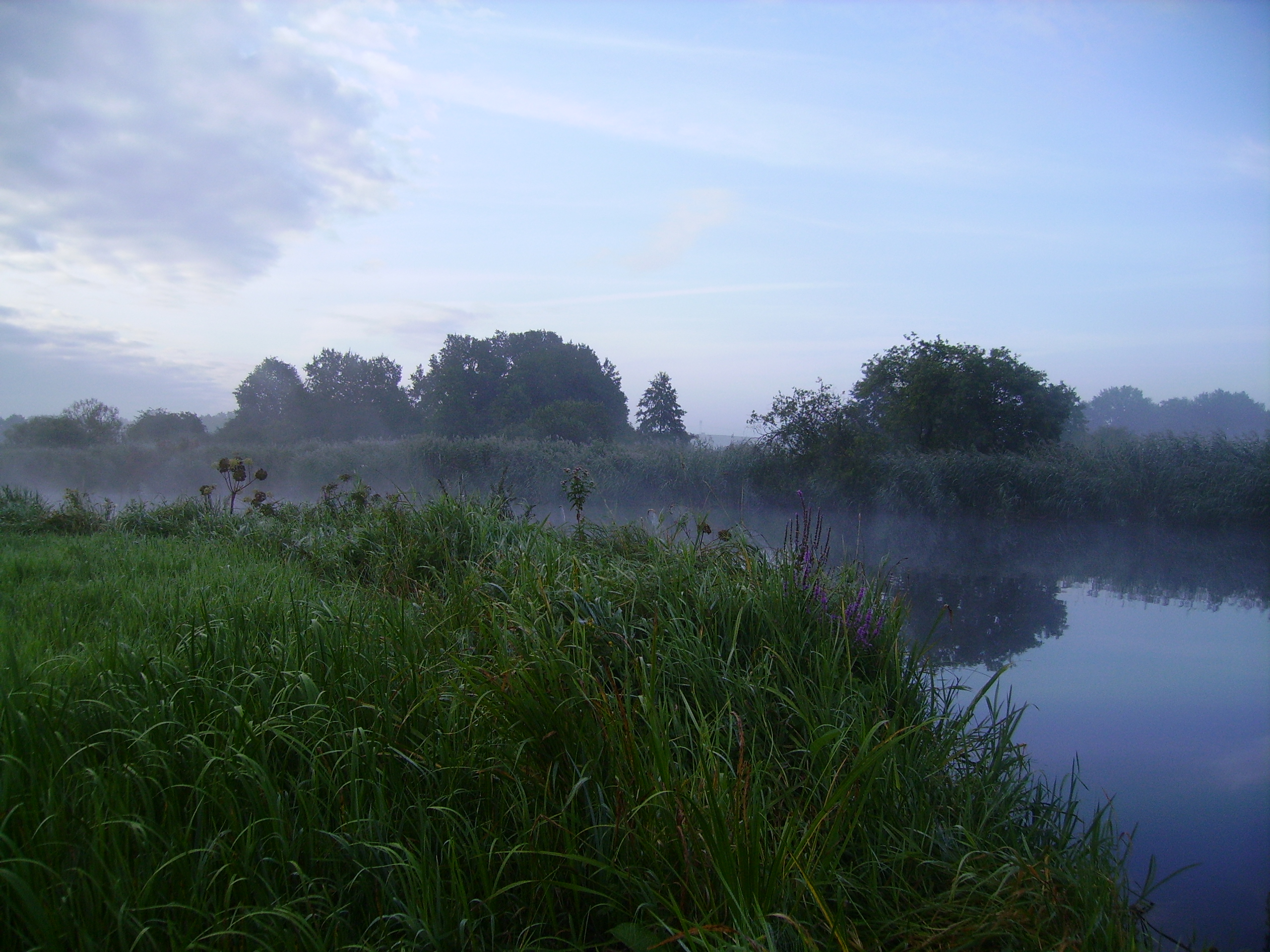
Река Пене между Ферхеном и Деммином
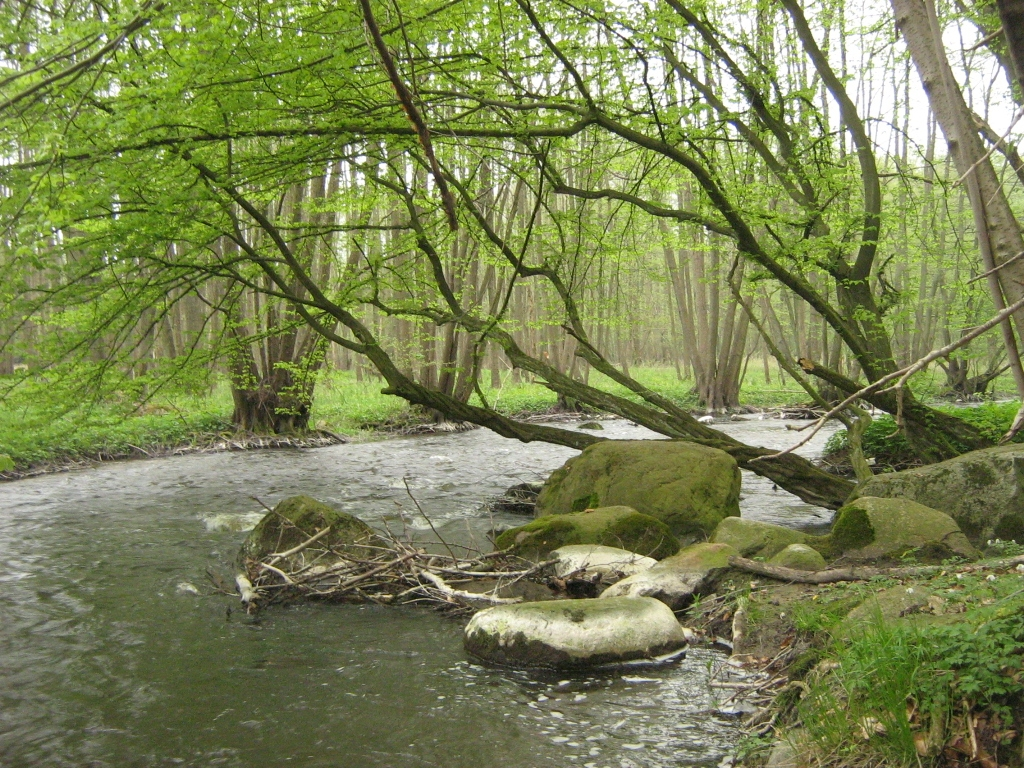
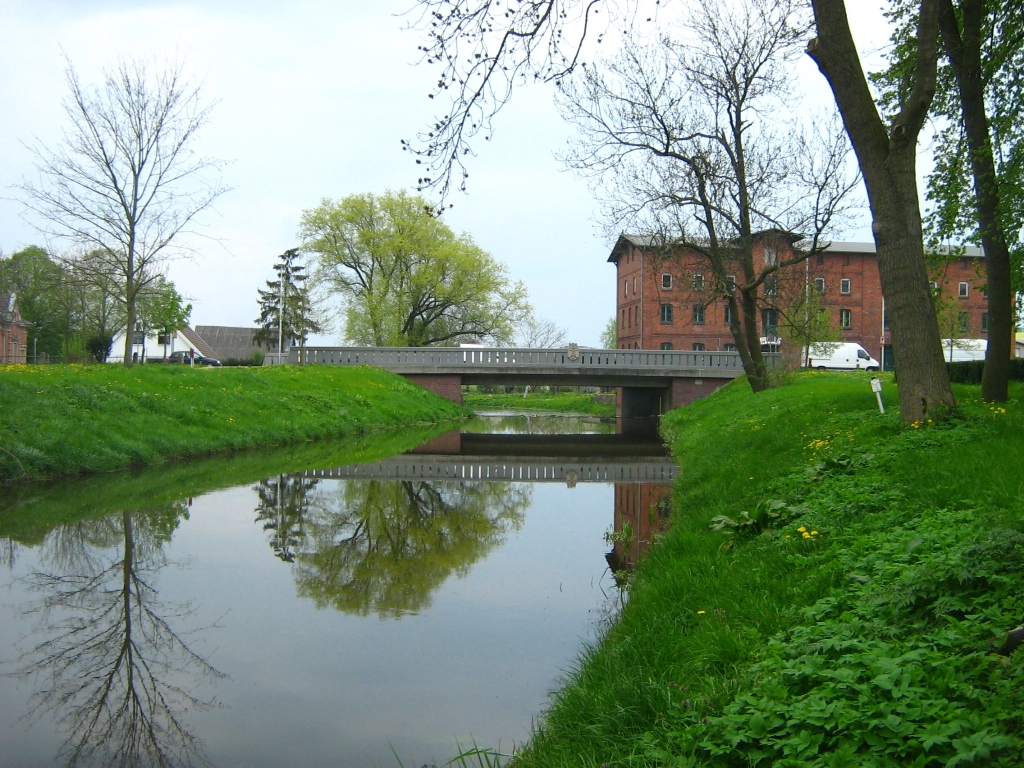
Пене близ Малхина
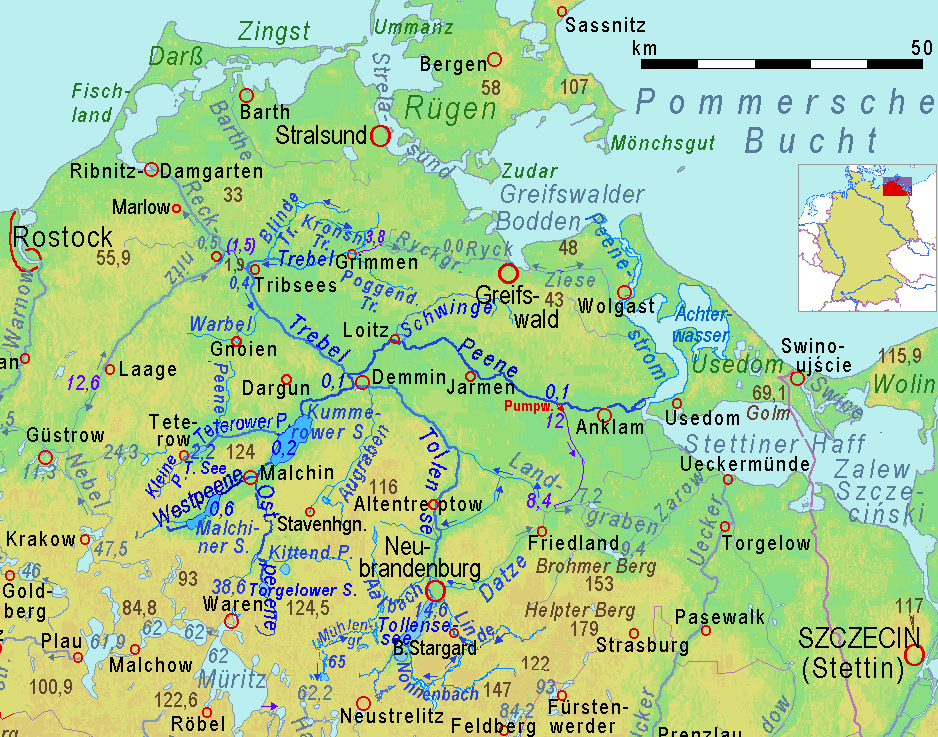
Река и ее притоки в разрезе рельефной карты Мекленбург-Передняя Померания